# 빌헬름 분트
빌헬름 막시밀리안 분트(독일어: Wilhelm Maximilian Wundt, 독일어 발음: [ˈvɪlˌhɛlm vʊnt], 1832년 8월 16일~1920년 8월 31일)는 독일의 심리학자, 철학자, 생리학자이다. 실험 심리학의 창시자이며 '근대 심리학의 아버지'라고 일컬어지고 있다.
라이프치히 대학에 최초로 심리학 실험실을 개설하였고 심리학 강좌를 통해서 심리학을 독립된 학문으로 확립하는데 큰 역할을 하였다. 그는 심리학을 직접경험 학문이라 정의하고, 의식의 내관(內觀)에 따라 분석적으로 포착되는 부분의 기술(記述)에 전념하였으며, 심리학 역사상 가장 많은 글을 쓴 작가 중 한 명이기도 하다.

## 어린 시절
분트는 1832년 8월 16일 독일 연방 바덴 대공국의 네카라우(현재의 만하임)에서 루터교 성직자의 아들로 태어났다. 당시 아버지 교회의 한 젊은 성직자가 분트의 교육을 담당하였다. 13세가 되던 해에 브루흐잘 김나지움에 입학했는데, 친구를 잘 사귀지 못하고 체벌도 많이 받았으며 담임선생님은 분트를 학문적으로 실패한 학생으로 취급하였다. 이후 하이델베르크 리케이온(독일어: Heidelberg Lykeion)으로 전학한 후 학업과 학교생활에 열중하였다.
하이델베르크 대학, 튀빙겐 대학, 베를린 대학에서 철학과 생리학을 배운 후에 생리학적 심리학 연구에 몰두하였다. 그 후 라이프치히 대학에서 1875년부터 1918년까지 교수로 재직했고 1879년 라이프치히 대학에 최초로 심리학 실험실을 개설했다.
이 실험실에서는 세계 여러 나라의 심리학자들이 모여들어 실험 심리학의 기초를 마련하는 데 크게 이바지하였다. 이후에 그는 민족 심리학도 연구하여 비교 심리학과 문화 인류학의 발전에도 기여하였다. 주요 저서로는 《생리학적 심리학 강요》(3권, 1873~1911), 《민족 심리학》(1900~1920), 《심리학원론》(1896), 《철학 세계》(1889) 등이 있으며 약 490여 권의 저서를 남겼다.

## 주요 학문적 연구

### 심리학 실험실
라이프치히 대학에 교수로 재직할 때에 대학 강당을 실험실로 사용할 수 있었는데, 바로 이곳에서 과학으로써의 심리학이 처음 탄생하게 되었다고 많은 심리학자들이 인정하고 있다. 그 이유는 이전의 심리학이 오직 철학의 한 부분으로서 과학적이지 못한 탐구방법에 의해 인간의 마음을 연구했기 때문이다. 반면 분트의 실험실에서는 객관화된 수치, 다시 말해 측정이 가능한 형태로 조작된 정의와 정확한 통계를 통한 과학적인 방법의 연구를 진행하였다. 실험실에서 수행된 연구들은 1) 정신 과정의 속도 측정, 2) 시간에 대한 감각, 3) 감각에 대한 분석 4) 주의, 기억, 사고의 연합 등이다. 이로써 심리학은 과학으로써의 학문으로 인정받았으며, 이후 분트의 실험실에서 공부한 많은 제자들은 서양 학계에서 활발한 심리학 연구와 교육활동을 할만큼 분트의 심리학 실험실은 심리학의 기반을 마련해주었으며 다양한 심리학 분과가 발달하는데 이바지하였다. 따라서 현대 심리학의 시초는 라이프치히 대학에 세계 최초의 심리학 실험실이 설치된 1879년으로 보고 있다.

### 구성주의와 내성법
분트는 과학적인 심리학이 되기 위해서는 인간의 의식(세상과 정신에 대한 인간의 주관적인 경험)을 분석해야 된다고 믿었다. 화학자들이 어떤 물질의 구조를 이해하기 위해 물질을 몇 가지 기본 요소로 쪼개는 것을 보고 분트는 심리학에서도 인간의 의식에 대해서 구성주의(Structuralism)라는 접근 방법을 택했다. 여기서 구성주의란 인간의 의식을 기본적인 감각과 느낌이라는 구성요소로 쪼개어서 분석하는 방법이다. 또한 어떠한 시점과 상황에서도 인간은 다양한 의식 상태가 공존하는데, 분트는 그것들을 체계적으로 분석하기 위해 내성법(자신의 경험에 대한 주관적인 관찰, 자기의 내부 성찰법)(Introspection)을 사용했다. 이처럼 주관적인 측정과 실험 제어를 통해 정신과 의식의 영역을 보다 구성적인 측면으로 분석한 분트는 심리학과 철학을 구별시키는데 일조했다.
분트가 진행한 연구의 배경은 생리학이었는데 그 이유는 그의 연구가 반응 시간이나 감각 과정 혹은 주의에 대한 것에 대한 것에서부터 출발했기 때문이다. 실험 참가자들은 일반적인 자극, 예를 들어 메트로놈의 소리를 듣거나 향기를 맡는 것에 노출된 후 그들의 감각에 대해서 이야기했다. 다시말해, 분트는 내성법을 이용하여 의식적인 정신 상태를 과학적으로 연구할 수 있다고 생각했다. 분트의 내성법은 인과 관계를 설명하기보다는 정교한 자기 관찰법의 일종이다. 그래서 그는 심리학 학생들이 개인적인 해석 또는 과거 경험에 의해 한쪽으로 편향되는 상황에 대해서 정확히 관찰할 수 있도록 훈련시켰으며 그 결과를 이용하여 의식에 관한 이론을 발달시켰다.
물론 이 모든 실험 과정이 개인의 해석에 의존하고 있고 그것을 단지 관찰할 뿐이기 때문에 실험 결과가 매우 주관적일 수 있다. 그래서 분트는 실험의 조건을 체계적으로 다양화시키는 것이 관찰의 일반성을 증가시킬 수 있는 방법이라고 생각했다.

### 민족 심리학
분트는 감각이나 감정 이상의 고등의 정신 과정은 실험법을 적용할 수 없는 영역이라 보고 이것에 대신하는 것으로서, 민족 심리학이라는 개념을 썼다. 즉, 신화, 언어, 사회, 풍속, 종교, 예술 등 오늘날의 문화인류학이 대상으로 삼는 여러 현상을 여기에 포함시켰다. 원시 시대, 토템 시대, 영웅과 신의 시대, 인간성의 시대의 순으로 문화가 전개해 온 모습을 더듬어 올라가는 일은 동물에서 인간으로, 어린이에서 어른으로의 발달을 추적하는 일인 동시에 정신발달 연구의 중요한 과제라고 주장했다. 그래서 분트는 실험 심리학과는 별도로 정신 발달의 일반법칙을 발견하기 위하여 원시민족의 정신적 특성을 대상으로 해서 그 문화적 소산인 언어, 예술, 종교, 신화 등에 관하여 연구한 10권에 이르는 대작 《민족심리학》을 저서하였다. 또한 분트는 《국민과 그 철학》(1875)에서 각국의 철학적 특성도 고찰하였다. 민족 심리학에서 다루어진 여러 문제는 오늘날 각기 발달심리학, 사회심리학, 문화심리학, 문화인류학, 민족학 등에서 연구되고 있으며, 현재는 민족 심리학이라는 말은 거의 쓰지 않고 있다.

## 정치적 태도
제1차 세계 대전 발발 당시, 분트는 에드문트 후설과 막스 플랑크와 마찬가지로 독일의 약 4,000명의 교수와 강사들처럼 애국적인 참전 요청서에 서명했으며, 그 후 몇 년 동안 독일 과학과 문화의 우월감을 특징으로 하는 여러 정치적 연설과 에세이를 썼다.
분트의 초기 하이델베르크 시절 그는 자유주의적 견해를 지지했다. 그는 독일 노동자 협회 연합의 공동 설립자였다. 그는 바덴의 자유진보당 당원이었다. 1866년부터 1869년까지 그는 바덴 주 의회에서 하이델베르크를 대표했다.
노년기에 분트는 더 보수적인 경향을 보였고(분트, 1920; 분트의 서신 참조), 그 후 – 제1차 세계 대전, 뒤이은 사회 불안, 전후의 심각한 혁명적 사건에 대한 반응으로 – 애국적이며 민족주의에 가까운 태도를 취했다.
빌헬름 분트의 아들인 철학자 막스 분트는 훨씬 더 분명하고 강렬하며 다소 민족주의적인 입장을 취했다. 나치당(NSDAP) 당원은 아니었지만, 막스 분트는 철학적 사고에서 민족적 전통과 인종에 대해 썼다.

## 현대 심리학에 끼친 영향
분트의 심리학 실험실은 심리학만의 궁금증을 해결할 수 있는 독립된 학문 분야를 탄생시켰다. 그의 실험 심리학은 이후에 행동주의 탄생에 영향을 주었으며 그의 많은 실험적 방법들은 현재까지도 쓰이고 있다. 또한 그는 정신 기능의 세 부분에 대하여 집중 연구했는데 그것은 생각(thought), 이미지(image), 그리고 감정(feeling)이다. 이것들은 오늘날의 인지심리학에서 연구되는 가장 기본적인 요소들이다. 즉, 인지 과정에 대한 연구는 분트로부터 시작됨을 알 수 있다.
분트가 심리학 발달에 기여한 것 중 하나는 그의 연구가 아주 잘 통제된 조건(예를 들어 실험적 방법)들을 사용했다는 것이다. 이를 통해 행동주의자와 같은 다른 연구자들도 실험적이고 과학적인 접근을 시작하게 되었다. 하지만 버러스 프레더릭 스키너(Burrhus Frederic Skinner, 1904년 3월 20일 ~ 1990년 8월 18일)와 같은 오늘날의 현대 심리학자들은 내성법의 실험 방법론이 과학적이더라도 그것은 실제로 과학이 될 수 없다고 주장한다. 스키너는 내성법으로부터 얻은 결과는 주관적이고 오직 관찰 가능한 행동만 측정하기 때문에 정확히 검증될 수 없다고 주장한다.
이후 분트 밑에서 박사학위를 받은 에드워드 티치너(Edward Bradford Titchener, 1867년 1월 11일 ~ 1927년 8월 3일)는 분트의 구성주의를 주도하였으며 ‘마음의 요소’들을 발견하고자 자기 반영적인 내성법을 사용하였다. 하지만 구성주의는 내성법의 쇠퇴와 함께 퇴색되었는데 그 이유는 내성법이 똑똑하고 언변이 좋은 사람들을 지나치게 요구한다는 것이었다. 또한 그 결과가 사람마다, 그리고 경험마다 매우 다르게 나타날 정도로 그리 신뢰할 만한 것이 아니었기 때문에 구성주의는 퇴색되었다.

## 이후의 심리학 패러다임의 변화
분트 연구의 가장 큰 단점은 바로 내성법이라는 측정 도구의 주관성이다. 그래서 구성주의와 내성법에 대한 비판과 함께 행동주의라는 새로운 흐름의 심리학 패러다임이 나타나게 되었다. 행동주의는 구성주의보다 더욱 객관화된 심리학의 분야인데, 그 이유는 행동주의가 오로지 관찰할 수 있는 인간의 행동 자체만을 연구하고자 하는 학파이기 때문이다. 분트의 구성주의에서는 직접 관찰할 수 없는 인간의 "마음의 요소"를 내성법을 통해 측정하려 했지만, 행동주의에서는 이를 전혀 고려하지 않는다. 이후에는 인지주의 등으로 심리학계의 패러다임이 계속 발달하며 변화되었는데, 중요한 것은 분트의 자연과학으로서의 심리학이 기존에 존재했던 철학과 유사한 심리학의 패러다임을 획기적으로 바꾸어었다는 점과 동시에 실험 심리학을 통해 현대 심리학의 토대를 쌓았다는 점이다. 이러한 점에서 빌헬름 분트는 '근대 심리학의 아버지'라고 일컬어지는 것이다.

## 같이 보기
- 윌리엄 제임스
- 찰스 다윈
- 허버트 스펜서
- 실험 심리학
- 구성주의

## 참고 자료
- Schacter, Gilbert, Wegner, 《Psychology》
- David Myers, 《Exploring Psychology》
- 최창호, 《20세기를 빛낸 심리학자》
- 성균관대학교응용심리연구소, 《인간의 마음과 행동》